# Sœurs de l'Adoration réparatrice
Les Sœurs de l'Adoration réparatrice constituent un institut religieux contemplatif catholique féminin de droit pontifical vouée à l'Adoration du Saint-Sacrement et à l'approfondissement de la foi chrétienne par le moyen de retraites spirituelles.

## Historique
Née dans une famille peu pratiquante, Théodelinde Dubouché (1809-1863) est peintre, le 25 février 1847, elle fait un rêve où elle voit le Christ couronné d'épines, la tête couverte d'un voile et qui lui parle, Théodelinde peint la vision de la Sainte Face qu'elle a vue. En 1848, elle s'installe avec son père dans les dépendances du Carmel de la rue d'Enfer avec l'idée de pouvoir y entrer plus tard. Quand la révolution de 1848 éclate, elle passe les journées de février dans la prière et la supplication. L'idée lui vient d'associer d'autres personnes à sa prière pour la paix, elle instaure une prière de réparation dans la chapelle du monastère, les fidèles désirent voir instaurer une association, ainsi naissent les associés de la réparation qui réunit deux mille adhésions. 
Dans la nuit du 29 au 30 juin 1848, alors qu'elle est en Adoration devant le Saint-Sacrement, elle voit le Christ sur l'autel qui lui demande des adorations et des réparations et une consécration religieuse. Théodelinde parle de sa vision à Mère Isabelle, prieure du Carmel qui lui suggère de créer un Tiers-Ordre carmélite voué à l'adoration eucharistique et à la réparation.
Le 6 août 1848, huit jeunes filles rejoignent Théodelinde pour les débuts de la congrégation ; en 1849, elle prononce ses vœux sous le nom de Mère Marie-Thérèse du Cœur de Jésus. Les religieuses s'installent d'abord dans l'ancien couvent des ursulines, rue des Ursulines puis rue d'Ulm et actuellement au 39 rue Gay-Lussac à Paris. En 1853 le pape Pie IX accorde le décret de louange, l'approbation de l'institut en 1865 et des  constitutions en 1887.

## Fusion
- 1909 : Sœurs de l'association réparatrice, fondé à Saint-Dizier en 1848 par l'abbé Pierre Marche, également fondateur de l'archiconfrérie réparatrice[7]. Le but de l'institut était la réparation des blasphèmes et du refus du repos dominical par l'Adoration du Saint-Sacrement[8].

- 1939 : Sœurs de la Réparation, fondé en 1864 à Saint-Affrique par mère Marie-Thérèse (Yolande de Waroquier) dont le but était l'Adoration et la Réparation[9].

## Activités et diffusion
Les sœurs se vouent à l'Adoration du Saint-Sacrement dans un esprit de réparation et aux retraites spirituelles.
Elles sont présentes en :
- en France : Paris, 39 rue Gay-Lussac (maison-mère) ; Lyon, 131 boulevard Yves-Farge (couvent et chapelle)[10].
- en Irlande : Ferns et Belfast.

En 2017, la congrégation comptaient 20 religieuses dans 3 maisons.

## Sources
- Notice sur l'Institut de l'Adoration réparatrice sur Google Livres
- Société de l'Adoration réparatrice: exposition perpétuelle du Très-Saint-Sacrement sur Google Livres
- Mgr d'Hulst, Vie de la Mère Marie-Thérèse, fondatrice de la congrégation de l'Adoration réparatrice, Paris, Poussielgue, 1873
- Les ordres religieux, la vie et l'art (sous la direction de Gabriel Lebras)